# Lac de Viverone
Le lac de Viverone (en italien Lago di Viverone et en piémontais Lagh ëd Vivron) est le troisième plus grand lac de la région piémontaise, en Italie. Il constitue un important site archéologique de l'âge du bronze. En 2005, le lac de Viverone fut reconnu site d'intérêt communautaire sous le code IT1110020.

## Géographie
Le lac est situé dans la zone collinaire dénommée Serra Morenica d'Ivrea à environ 230 mètres d'altitude. Un sixième de sa superficie se situe dans la ville métropolitaine de Turin sur le territoire de la commune d'Azeglio tandis que les 5/6 restants se trouvent pour leur part dans la province de Biella sur le territoire de la commune de Viverone, ayant donné son nom au lac homonyme. La commune de Piverone fait face, sur la berge nord-occidentale du lac avec le hameau d'Anzasco, mais son territoire ne comprend pas à proprement parler une partie du lac de Viverone, mais seulement la bande côtière.

## Histoire
Le lac est un important site archéologique, siège d'anciens villages datant de l'Âge de Bronze (1500-1450 av. J.-C. et 1050-1000 av. J.-C.).
Les premières investigations furent menées entre 1965 et 1976 par Guido Giolitto, inspecteur honoraire pour l'archéologie du lac de Viverone. Successivement, la Direction Archéologique du Piémont réalisa, avec l'approbation du ministère compétent, un chantier archéologique officiel. En 1996 fut découvert à Cascina Nuova un premier camp. À ce site s'ajoutèrent au cours des années suivantes d'autres parmi lesquels celui de Masseria, découvert grâce aux relevés sous-aquatiques effectués au cours des années 1980.

## Caractéristiques

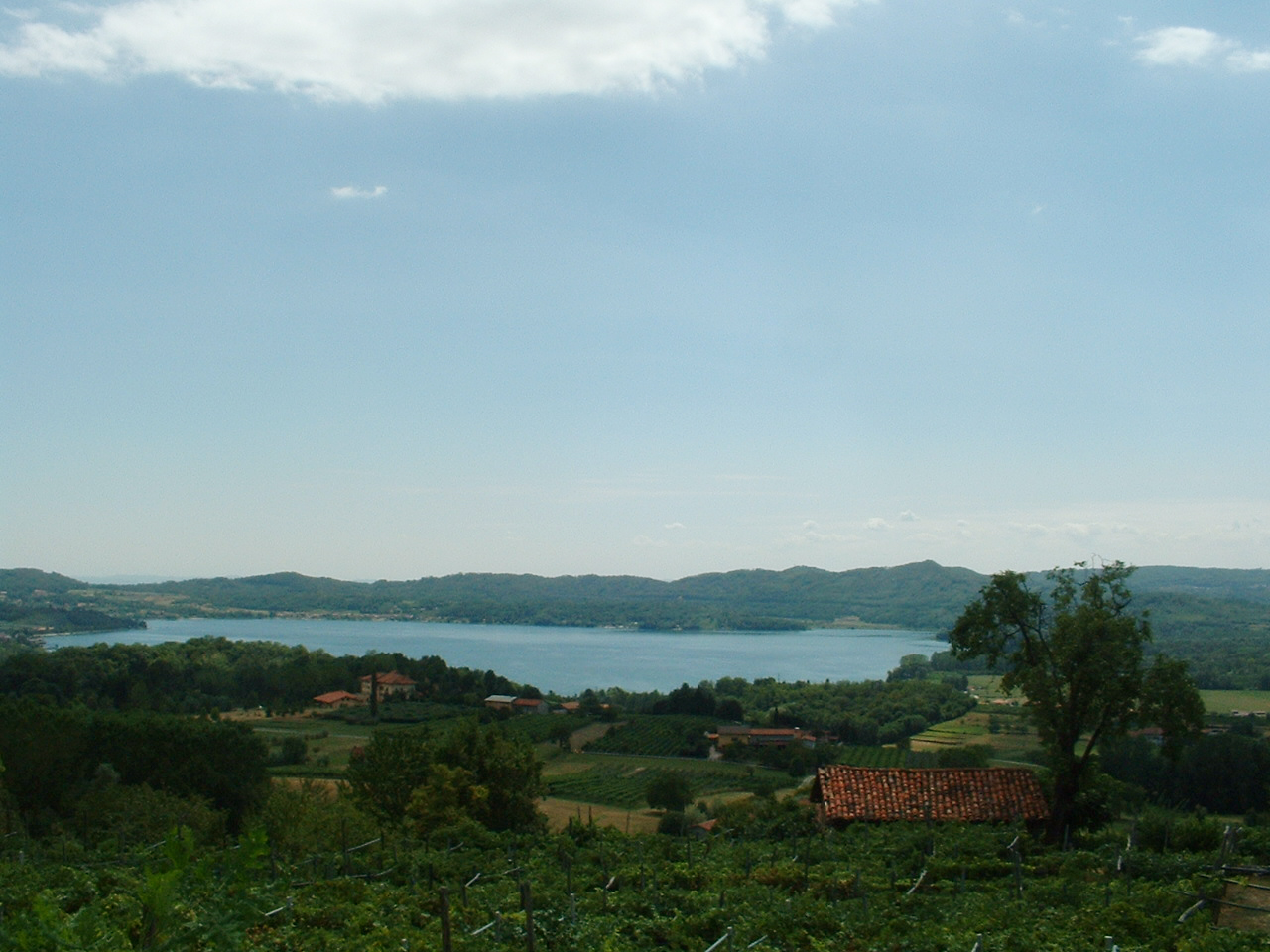
Vue d'ensemble du lac.

Sa superficie de 5,72 km² en fait le troisième plus grand lac du Piémont. Sa profondeur maximale ne dépasse pas les 70 mètres et son périmètre est approximativement de 10,5 kilomètres. Sa longueur est de 3 500 mètres pour une largeur de 2 600 mètres. La partie sud et ouest du lac est riche en végétation, contrairement à la partie nord totalement urbanisée, comprenant des attractions touristiques telles qu'hôtels, campings et plages.
Canards, colverts, foulques et laridés forment la majeure partie de la faune vivant autour du lac. Cependant, nombre de poissons habitent aussi le lac tels que corégones, perches, carpes, tanches, brochets italiens et poissons-chats.
Une ligne de navigation publique récemment mise en place unit les ports lacustres de Lido, Masseria, Comuna et Anzasco. Viverone est un point important, au cœur des excursions dans le Biellois, dans le Vercellois, dans le Canavais et dans le Val d'Aoste, mais surtout il constitue également un passage obligé sur la via Francigena.

## Statut environnemental
Le statut environnemental du lac est problématique surtout à cause de la lenteur du métabolisme de ses eaux, lequel a été estimé en moyenne aux alentours des 30-35 ans. Le lac est redevenu baignable en 2008 après plusieurs années durant lesquelles cette utilisation de ses eaux fut interdite pour cause de pollution.
La qualité de ses eaux demeure plutôt médiocre bien qu'un projet d'assainissement soit en cours de réalisation dans l'espoir de remonter la qualité de ses eaux à un niveau supérieur.

## Notes et références

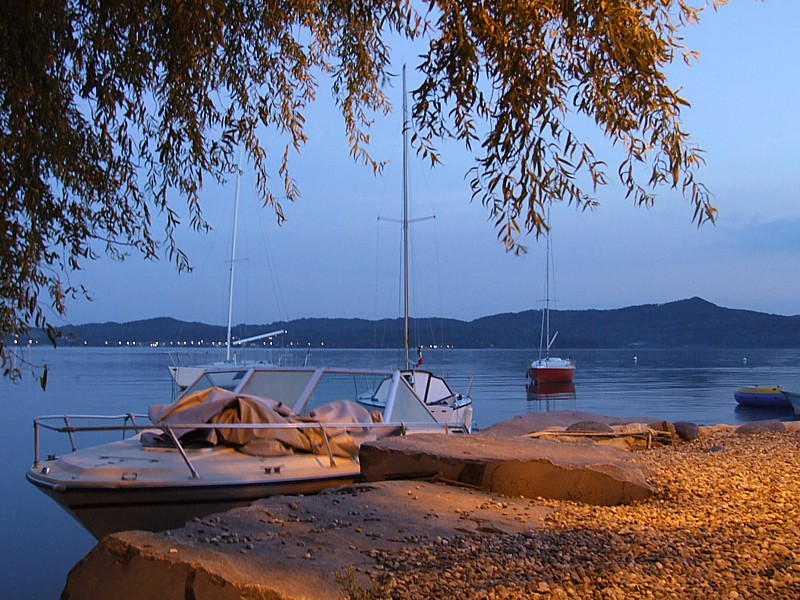
Embarcations sur le lac.

## Sources
- (it) Cet article est partiellement ou en totalité issu de l’article de Wikipédia en italien intitulé « Lago di Viverone » (voir la liste des auteurs).